# 瑪利諾高中書院
瑪利諾高中書院，原名瑪利諾工業夜中學，位於牛頭角彩霞道45號，與瑪利諾中學共用校舍。結校時為香港唯一一間全日制下午校。上課時間為星期一至五，下午三時四十五分至八時十五分，及星期六上午八時三十分至下午十二時十五分。目的是提供學位予日校中三及中五畢業生繼續完成高中及預科課程。

## 歷史
此校由已故校監涂挽靈神父於1967年創立，旨在接收當時尚未開辦高中之瑪利諾職業中學之中三畢業生，初期僅於晚上上課，提供中四至中五課程。至1984年9月，此校獲准改於下午上課，並於四年後增設商科預科班。
2004年，瑪利諾工業夜中學正式轉型為文法中學，夜校遂改名「瑪利諾高中書院」，繼續提供中四至中七課程。
2010年香港政府推行三三四新高中學制，2012年「末代」會考生參加「末代」高考後，香港不再需要預科課程，故此，該校於2012年隨即停辦。

## 歷屆行政人員

### 校監
- 挽靈（1967年-1995年，創校校監；任內逝世）
- 譚建平（1995年-2012年，末任校監）

### 校長
- 挽靈（1967年-1995年，創校校長；任內逝世）[3]
- 林宗柏（1995年-2012年，末任校長）[4]
- 副校長  余振華2000-2004
- 副校長  邱慧楠2005-2012

## 校友
- 黃芊詠：香港女子組合O.M.G成員
- 陳偉豪：香港著名足球運動員兼前香港足球代表隊隊長
- 梁浩銓：中年好聲音2